# Административно-территориальное деление Дагестана
Административно-территориальное деление Дагестана — территориальная организация государственной (административно-территориального устройства субъекта РФ) и местной власти (организации местного самоуправления) в рамках Республики Дагестан России.

## Административно-территориальное устройство
Согласно Конституции Республики Дагестан и Закону «Об административно-территориальном устройстве Республики Дагестан», субъект РФ включает следующие административно-территориальные единицы республиканского значения:
- 41 район (в составе одного из которых находится 1 участок)
- 10 городов республиканского значения.

Районы делятся на посёлки, сельсоветы (363), сёла (338 вне сельсоветов); а города республиканского значения включают города, посёлки и сёла.
Крупный город Махачкала делится на 3 района.
Перечень административно-территориальных единиц районного и городского значения содержится в Едином реестре административно-территориального устройства Республики Дагестан.
Одним из отличий административно-территориального устройства Дагестана, в сравнении с другими субъектами Российской Федерации, является то, что в Дагестане предусмотрена такая административно-территориальная единица в составе района, как участок, которая объединяет в своих границах сельсоветы и сёла с единым административным центром, в пределах такого участка осуществляются полномочия органов государственной власти и органов местного самоуправления. Исторически в составе Дагестана есть лишь один участок — Бежтинский участок, который входит в состав Цунтинского района.

## Муниципальное устройство
В рамках организации местного самоуправления (муниципального устройства) в республике, в границах административно-территориальных единиц республиканского значения Дагестана образовано, по состоянию на 1 января 2019 года, 761 муниципальное образование:
- 10 городских округов, в состав одного из которых входят также
  - 3 внутригородских района;
- 41 муниципальный район (в составе одного из которых находится 1 муниципальный участок), которые включают:
  - 700 сельских поселений (с 2021 года 701 сельское поселение) и
  - 7 городских поселений.

## Территориальные округа
25 ноября 2013 года в Дагестане были образованы Центральный, Горный, Северный, Южный территориальные округа, не являющиеся административно-территориальными единицами.
10 декабря 2020 года территориальные округа были упразднены.

## Районы и города республиканского значения (городские округа)
Численность населения районов (муниципальных районов) и городов республиканского значения (городских округов) Дагестана приведены по состоянию на 1 января 2025 года, а детально — также по данным переписи населения 2010 года:
| №         | название | флаг | герб | площадь км² | население всего 01.I.2025 чел. | население всего 14.X.2010 чел. | население городское 14.X.2010 чел. | население городское 14.X.2010 % | админ. центр         | население центра 14.X.2010 чел. | городские населённые пункты 14.X.2010 чел.    |
| --------- | --- | ---- | ---- | ----------- | ------------------------------ | ------------------------------ | ---------------------------------- | ------------------------------- | -------------------- | ------------------------------- | --------------------------------------------- |
| 1e-06     | Районы (муниципальные районы)                                                                               |      |      |             |                                |                                |                                    |                                 |                      |                                 |                                               |
| 1         | Агульский агул. Агъул район, лезг. Агъул район                                                              |      |      | 793,54      | ↘10 370                        | 11204                          | 0                                  | 0,00%                           | с. Тпиг              | 2730                            |                                               |
| 2         | Акушинский дарг. Ахъушала къатI                                                                             |      |      | 622,81      | ↗55 249                        | 53558                          | 0                                  | 0,00%                           | с. Акуша             | 4697                            |                                               |
| 3         | Ахвахский авар. Гӏахьвахъ мухъ                                                                              |      |      | 291,09      | ↗25 204                        | 22014                          | 0                                  | 0,00%                           | с. Карата            | 4153                            |                                               |
| 4         | Ахтынский лезг. Ахцагь район                                                                                |      |      | 1 119,96    | ↘31 765                        | 32604                          | 0                                  | 0,00%                           | с. Ахты              | 13405                           |                                               |
| 5         | Бабаюртовский кум. Баба-юртлу якъ, Баба-юртлу тарабы                                                        |      |      | 3 255,22    | ↗54 274                        | 45701                          | 0                                  | 0,00%                           | с. Бабаюрт           | 15227                           |                                               |
| 6         | Ботлихский авар. Болъихъ мухъ                                                                               |      |      | 687,93      | ↗62 503                        | 54322                          | 0                                  | 0,00%                           | с. Ботлих            | 12159                           |                                               |
| 7         | Буйнакский кум. Темир-хан-шура якъ                                                                          |      |      | 1 826,58    | ↗87 002                        | 73402                          | 0                                  | 0,00%                           | г. Буйнакск          |                                 |                                               |
| 8         | Гергебильский авар. Хьаргаби мухъ                                                                           |      |      | 346,52      | ↗20 572                        | 19910                          | 0                                  | 0,00%                           | с. Гергебиль         | 5195                            |                                               |
| 9         | Гумбетовский авар. Бакълъул мухъ                                                                            |      |      | 676,16      | ↗21 607                        | 22046                          | 0                                  | 0,00%                           | с. Мехельта          | 3314                            |                                               |
| 10        | Гунибский авар. Гӏандалал мухъ                                                                              |      |      | 609,52      | ↗30 368                        | 25303                          | 0                                  | 0,00%                           | с. Гуниб             | 2271                            |                                               |
| 11        | Дахадаевский дарг. Дахадаевла къотl                                                                         |      |      | 761,37      | ↗36 449                        | 36709                          | 3060                               | 8,34%                           | с. Уркарах           | 4394                            |                                               |
| 12        | Дербентский азерб. Дәрбәнд раjонy, лезг. Чур райун, таб. Цур райун                                          |      |      | 820,97      | ↗101 229                       | 99054                          | 23265                              | 23,49%                          | г. Дербент           |                                 | пгт Белиджи (12 236), пгт Мамедкала (11 029)  |
| 13        | Докузпаринский лезг. Докъузпара район                                                                       |      |      | 376,89      | ↗15 280                        | 15357                          | 0                                  | 0,00%                           | с. Усухчай           | 1881                            |                                               |
| 14        | Казбековский авар. Казбек мухъ, чечен. Казбековн кIошт                                                      |      |      | 585,13      | ↗51 954                        | 42752                          | 5202                               | 12,17%                          | с. Дылым             | 8640                            | пгт Дубки (5 202)                             |
| 15        | Кайтагский дарг. Хайдакъла райун, кум. Хайдакълы якъ                                                        |      |      | 678,24      | ↗33 836                        | 31368                          | 0                                  | 0,00%                           | с. Маджалис          | 6815                            |                                               |
| 16        | Карабудахкентский кум. Къарабудакъгент якъ                                                                  |      |      | 1 426,64    | ↗104 951                       | 73016                          | 7036                               | 9,64%                           | с. Карабудахкент     | 15356                           | пгт Ачи-Су (1 679), пгт Манас (5 357)         |
| 17        | Каякентский кум. Къаягент якъ                                                                               |      |      | 691,08      | ↗60 945                        | 54089                          | 0                                  | 0,00%                           | с. Новокаякент       | 5130                            |                                               |
| 18        | Кизилюртовский кум. Кызыл-юртлу якъ                                                                         |      |      | 524,01      | ↗77 655                        | 61876                          | 0                                  | 0,00%                           | г. Кизилюрт          |                                 |                                               |
| 19        | Кизлярский авар. Гъизляр мухъ, дарг. Къизлярла къатI, ног. Кызлар район                                     |      |      | 3 047,44    | ↗80 389                        | 67287                          | 0                                  | 0,00%                           | г. Кизляр            |                                 |                                               |
| 20        | Кулинский лак. Ккуллал кӏану                                                                                |      |      | 650,63      | ↗10 519                        | 11174                          | 0                                  | 0,00%                           | с. Вачи              | 817                             |                                               |
| 21        | Кумторкалинский кум. Хумторкъали якъ                                                                        |      |      | 1 256,08    | ↗30 008                        | 24848                          | 6496                               | 26,14%                          | с. Коркмаскала       | 7722                            | пгт Тюбе (6 496)                              |
| 22        | Курахский лезг. Кьурагь район агул. Къуругь райун                                                           |      |      | 698,74      | ↘14 801                        | 15434                          | 0                                  | 0,00%                           | с. Курах             | 3235                            |                                               |
| 23        | Лакский лак. Лакрал кӏану                                                                                   |      |      | 703,91      | ↘12 132                        | 12161                          | 0                                  | 0,00%                           | с. Кумух             | 1930                            |                                               |
| 24        | Левашинский дарг. Лавашала къатI, авар. Лаваша мухъ                                                         |      |      | 813,24      | ↗83 226                        | 70704                          | 0                                  | 0,00%                           | с. Леваши            | 10011                           |                                               |
| 25        | Магарамкентский лезг. Мегьарамд хуьр                                                                        |      |      | 654,68      | ↘55 337                        | 62195                          | 0                                  | 0,00%                           | с. Магарамкент       | 6953                            |                                               |
| 26        | Новолакский                                                                                                 |      |      | 217,98      | ↗35 125                        | 28556                          | 0                                  | 0,00%                           | с. Новолакское       | 5951                            |                                               |
| 27        | Ногайский ног. Ногай район                                                                                  |      |      | 8 871,13    | ↗17 438                        | 22472                          | 0                                  | 0,00%                           | с. Терекли-Мектеб    | 7993                            |                                               |
| 28        | Рутульский лезг. Рутул район, рут. Рутул район, цахур. Рутул район                                          |      |      | 2 188,48    | ↘20 305                        | 22926                          | 0                                  | 0,00%                           | с. Рутул             | 4132                            |                                               |
| 29        | Сергокалинский дарг. Сергокъала къатI                                                                       |      |      | 528,40      | ↗26 838                        | 27133                          | 0                                  | 0,00%                           | с. Сергокала         | 8143                            |                                               |
| 30        | Сулейман-Стальский лезг. СтӀал Сулейманан район                                                             |      |      | 666,25      | ↗57 356                        | 58835                          | 0                                  | 0,00%                           | с. Касумкент         | 13232                           |                                               |
| 31        | Табасаранский таб. Табасаран район, лезг. Табасаран район                                                   |      |      | 803,10      | ↗52 830                        | 52886                          | 0                                  | 0,00%                           | с. Хучни             | 3232                            |                                               |
| 32        | Тарумовский авар. Тарумовка мухъ, дарг. Тарумовкала къатI, ног. Тарумовка район                             |      |      | 3 109,02    | ↗35 942                        | 31683                          | 0                                  | 0,00%                           | с. Тарумовка         | 5372                            |                                               |
| 33        | Тляратинский авар. Лъаратӏа мухъ                                                                            |      |      | 1 611,52    | ↗24 317                        | 22165                          | 0                                  | 0,00%                           | с. Тлярата           | 1200                            |                                               |
| 34        | Унцукульский авар. Унсоколо мухъ                                                                            |      |      | 559,86      | ↗32 414                        | 29547                          | 4886                               | 16,54%                          | пгт Шамилькала       | 6274                            | пгт Шамилькала (4 886)                        |
| 35        | Хасавюртовский кум. Хаса-юртлу якъ, авар. Хасавюрт мухъ, чечен. Хаси-юртан кIошт                            |      |      | 1 423,58    | ↗178 158                       | 141232                         | 0                                  | 0,00%                           | г. Хасавюрт          |                                 |                                               |
| 36        | Хивский таб. Хив район, лезг. Хив район                                                                     |      |      | 471,40      | ↘20 490                        | 22753                          | 0                                  | 0,00%                           | с. Хив               | 2659                            |                                               |
| 37        | Хунзахский авар. Хунзахъ район                                                                              |      |      | 551,91      | ↗31 739                        | 31691                          | 0                                  | 0,00%                           | с. Хунзах            | 4245                            |                                               |
| 38        | Цумадинский авар. Цӏумада мухъ                                                                              |      |      | 1 178,48    | ↗27 826                        | 23345                          | 0                                  | 0,00%                           | с. Агвали            | 2455                            |                                               |
| 39        | Цунтинский авар. Цӏунтӏа мухъ                                                                               |      |      | 1 538,91    | ↗21 731                        | 18282                          | 0                                  | 0,00%                           | с. Цунта             | н/д                             |                                               |
| 39.000002 | Бежтинский участок авар. Бежтӏа мухъ                                                                        |      |      | 575,34      | ↗8728                          | 7240                           | 0                                  | 0,00%                           | с. Бежта             | 3502                            |                                               |
| 40        | Чародинский авар. Чӏарада мухъ                                                                              |      |      | 894,03      | ↗14 563                        | 11777                          | 0                                  | 0,00%                           | с. Цуриб             | 2234                            |                                               |
| 41        | Шамильский авар. Шамилил мухъ                                                                               |      |      | 892,19      | ↗31 482                        | 28122                          | 0                                  | 0,00%                           | с. Хебда             | 2552                            |                                               |
| 41.000003 | Города республиканского значения (городские округа)                                                         |      |      |             |                                |                                |                                    |                                 |                      |                                 |                                               |
| 42        | город Махачкала авар. Махӏачхъала, кум. Магьачкъала, дарг. Мяхӏячкъала, лак. Махӏачкъала, лезг. Магьачкъала |      |      | 468,13      | ↗763 940                       | 696885                         | 666311                             | 95,61%                          | г. Махачкала         | 572076                          | г. Махачкала (572 076) и 8 пгт                |
| 43        | город Буйнакск кум. Темир-хан-шура                                                                          |      |      | 20,95       | ↗68 121                        | 62623                          | 62623                              | 100,00%                         | г. Буйнакск          | 62623                           |                                               |
| 44        | город Дагестанские Огни лезг. Дагъустан Ц1аяр, таб. Дагъустан Ц1аяр                                         |      |      | 9,27        | ↗32 673                        | 27923                          | 27923                              | 100,00%                         | г. Дагестанские Огни | 27923                           |                                               |
| 45        | город Дербент азерб. Dərbənd, Dəmir Qapı, лезг. Кьвевар,таб. Цали, Дере-бент, дарг. Чяли, рут. Дербент      |      |      | 69,63       | ↘124 953                       | 119200                         | 119200                             | 100,00%                         | г. Дербент           | 119200                          |                                               |
| 46        | город Избербаш кум. Йизбирбаш                                                                               |      |      | 22,55       | ↘55 996                        | 55646                          | 55646                              | 100,00%                         | г. Избербаш          | 55646                           |                                               |
| 47        | город Каспийск                                                                                              |      |      | 32,94       | ↗129 833                       | 100129                         | 100129                             | 100,00%                         | г. Каспийск          | 100129                          |                                               |
| 48        | город Кизилюрт кум. Кызыл-юрт                                                                               |      |      | 50          | ↗50 887                        | 43421                          | 41176                              | 94,83%                          | г. Кизилюрт          | 32988                           | г. Кизилюрт (32 988) и 2 пгт                  |
| 49        | город Кизляр кум. Къызыл-яр, Кызлар                                                                         |      |      | 32          | ↗53 686                        | 51707                          | 51707                              | 100,00%                         | г. Кизляр            | 48984                           | г. Кизляр (48 984) и пгт Комсомольский (2723) |
| 50        | город Хасавюрт авар. Хасавюрт, кум. Хасав-юрт, чечен. Хаси-эвл                                              |      |      | 40          | ↗155 144                       | 131187                         | 131187                             | 100,00%                         | г. Хасавюрт          | 131187                          |                                               |
| 51        | город Южно-Сухокумск                                                                                        |      |      | 91,7        | ↘10 503                        | 10035                          | 10035                              | 100,00%                         | г. Южно-Сухокумск    | 10035                           |                                               |
| 51.000004 | |      |      |             |                                |                                |                                    |                                 |                      |                                 |                                               |
| 51.000005 | всего Дагестан                                                                                              |      |      |             | ↗3 259 890                     | 2910249                        | 1315882                            | 45,22%                          |                      |                                 |                                               |

## Поселения и населённые пункты
Ниже приводится перечень сельских и городских поселений (с входящими в их состав населёнными пунктами), распределённых по муниципальным районам.
Сельские поселения могут включать один сельский населённый пункт (в этом случае они называются как село и соответствуют административно-территориальной единице село) или несколько сёл (в этом случае они называются как сельсовет и соответствуют административно-территориальной единице сельсовет).
Городские поселения (включают по одному посёлку городского типа и соответствуют административно-территориальной единице посёлок) выделены жирным шрифтом.

### Агульский район
Сельские поселения:
- село Буркихан
- село Тпиг (село является райцентром)
- село Фите
- село Чираг
- сельсовет Амухский
  - село Анклух
  - село Амух (центр поселения)
  - село Цирхе
  - село Шари
- сельсовет Буршагский
  - село Буршаг (центр поселения)
  - село Арсуг
- сельсовет Дулдугский
  - село Дулдуг (центр поселения)
  - село Гоа
  - село Яркуг
- сельсовет Курагский
  - село Дагестан (центр поселения)
  - село Худиг
- сельсовет Ричинский
  - село Рича (центр поселения)
  - село Бедюк
- сельсовет Хутхульский
  - село Хутхул (центр поселения)
  - село Мисси

### Акушинский район
Сельские поселения:
- село Аметеркмахи
- село Бутри
- село Верхние Мулебки
- село Гапшима
- село Геба
- село Герхмахи
- село Гинта
- село Кавкамахи
- село Куркимахи
- село Муги
- село Танты
- село Уллучара
- сельсовет Акушинский
  - село Акуша (центр поселения) (райцентр)
  - село Церхимахи
  - село Ургубамахи
  - село Гандарамахи
  - село Карша
  - село Бергеинзи
  - село Гумрамахи
  - село Чанкаламахи
  - село Айникабмахи
  - село Инзимахи
  - село Семгамахи
  - село Кертукмахи
- сельсовет Алиханмахинский
  - село Алиханмахи (центр поселения)
  - село Верхний Камкамахи
- сельсовет Балхарский
  - село Балхар (центр поселения)
  - село Кули
- сельсовет Бургимакмахинский
  - село Яраймахи
  - село Бургимакмахи (центр поселения)
  - село Верхний Кавкамахи
  - село Узнимахи
  - село Какмахи
  - село Ахсакадамахи
  - село Чинимахи
- сельсовет Дубримахинский
  - село Аймалабек
  - село Бургимахи
  - село Дубримахи (центр поселения)
  - село Цундимахи
  - село Хажнимахи
  - село Камкадамахи
  - село Хенклакар
  - село Шинкбалакада
  - село Шумхримахи
  - село Байкатмахи
- сельсовет Кассагумахинский
  - село Кассагумахи (центр поселения)
  - село Гуннамахи
  - село Бикаламахи
  - село Каддамахи
  - село Верхний Каршли
  - село Нижний Каршли
  - село Верхний Чиамахи
  - село Нижний Чиамахи
  - село Карашимахи
  - село Буккамахи
  - село Урхулакар
- сельсовет Нахкинский
  - село Нахки (центр поселения)
  - село Арассамахи
  - село Уцулимахи
- сельсовет Нацинский
  - село Наци (центр поселения)
  - село Гиягарамахи
  - село Тузламахи
  - село Мурлатинамахи
  - село Уржагимахи
  - село Кулиямахи
  - село Караямахи
  - село Кубримахи
- сельсовет Тебекмахинский
  - село Тебекмахи (центр поселения)
  - село Гуладтымахи
  - село Куркаби
- сельсовет Урхучимахинский
  - село Урхучимахи (центр поселения)
  - село Куримахи
  - село Цунимахи
- сельсовет Усишинский
  - село Усиша (центр поселения)
  - село Зильмукмахи
- сельсовет Цугнинский
  - село Цугни (центр поселения)
  - село Гулебки
  - село Ургани
- сельсовет Шуктынский
  - село Шукты (центр поселения)
  - село Цуликана

### Ахвахский район
Сельские поселения:
- село Арчо
- село Изано
- село Кудиябросо
- село Лологонитль
- село Местерух
- село Тукита
- сельсовет Анчикский
  - село Анчих (центр поселения)
  - село Индира
  - село Андуз
- сельсовет Верхнеинхелинский
  - село Инхело
  - село Верхнее Инхело (центр поселения)
  - село Маштада
  - село Рацитль
- сельсовет Ингердахский
  - село Ингердах (центр поселения)
  - село Хариб
- сельсовет Каратинский
  - село Карата (центр поселения) (райцентр)
  - село Рачабулда
- сельсовет Тад-Магитлинский
  - село Тад-Магитль (центр поселения)
  - село Цвакилколо
  - село Кванкеро
- сельсовет Тлибишинский
  - село Тлибишо (центр поселения)
  - село Тлиси
- сельсовет Цолодинский
  - село Цолода (центр поселения)
  - село Цияб-Цолода

### Ахтынский район
Сельские поселения:
- село Гдым
- село Джаба
- село Зрых
- село Кака
- село Калук
- село Ухул
- село Фий
- село Хнов
- село Ялак
- сельсовет Ахтынский
  - село Ахты (центр поселения) (райцентр)
  - село Курукал
  - село Гдынк
  - село Хкем
- сельсовет Луткунский
  - село Луткун (центр поселения)
  - село Новый Усур
- сельсовет Смугульский
  - село Смугул (центр поселения)
  - село Миджах
- сельсовет Хрюгский
  - село Хрюг (центр поселения)
  - село Гогаз

### Бабаюртовский район
Сельские поселения:
1. село Бабаюрт (село является райцентром)
2. село Герменчик
3. село Львовский № 1
4. село Люксембург
5. село Новокаре
6. село Татаюрт
7. село Уцмиюрт
8. село Хамаматюрт
9. сельсовет Адиль-Янгиюртовский
10. сельсовет Геметюбинский
11. сельсовет Мужукайский
12. сельсовет Новокосинский
13. сельсовет Тамазатюбинский
14. сельсовет Туршунайский
15. сельсовет Хасанайский

### Ботлихский район
- село Алак
- село Ашали
- село Гагатли
- село Зило
- село Кванхидатли
- село Кижани
- село Миарсо
- село Нижнее Инхело
- село Рахата
- село Тандо
- село Тлох
- сельсовет Андийский
  - село Анди (центр поселения)
  - село Гунха
  - село Цибилта
- сельсовет Ансалтинский
  - село Ансалта (центр поселения)
  - село Чубутла
- сельсовет Ботлихский
  - село Ботлих (центр поселения) (райцентр)
  - село Тасута
  - село Ашино
- сельсовет Годоберинский
  - село Годобери (центр поселения)
  - село Зибирхали
  - село Беледи
- сельсовет Мунинский
  - село Муни (центр поселения)
  - село Ортаколо
  - село Рушуха
- сельсовет Рикванинский
  - село Риквани (центр поселения)
  - село Айтхан
  - село Джугут
- сельсовет Хелетуринский
  - село Хелетури (центр поселения)
  - село Новое Хелетури
- сельсовет Чанковский
  - село Чанко (центр поселения)
  - село Анхо
  - село Мехетури
  - село Хандо
  - село Шивор
- сельсовет Шодродинский
  - село Шодрода (центр поселения)
  - село Анхвала

### Буйнакский район
Административный центр — город Буйнакск (в состав района не входит).
Сельские поселения:
- село Акайтала
- село Аркас
- село Атланаул
- село Буглен
- село Верхний Дженгутай
- село Дуранги
- село Кадар
- село Кафыр-Кумух
- село Нижний Дженгутай
- село Нижнее Казанище
- село Чиркей
- сельсовет Апшинский
  - село Апши (центр поселения)
  - село Арыхкент
- сельсовет Верхнеказанищенский
  - село Верхнее Казанище (центр поселения)
  - село Агачкала
- сельсовет Верхне-Каранаевский
  - село Верхний Каранай (центр поселения)
  - село Нижний Каранай
- сельсовет Ишкартынский
  - село Нижнее Ишкарты (центр поселения)
  - село Верхнее Ишкарты
- сельсовет Карамахинский
  - село Карамахи (центр поселения)
  - село Ванашимахи
  - село Чабанмахи
  - село Кафыр-Кумух
- сельсовет Манасаульский
  - село Манасаул (центр поселения)
  - село Гергентала
- сельсовет Халимбекаульский
  - село Халимбекаул (центр поселения)
  - село Такалай
- сельсовет Чанкурбинский
  - село Чанкурбе (центр поселения)
  - село Качкалык
- сельсовет Эрпелинский
  - село Эрпели (центр поселения)
  - село Экибулак

### Гергебильский район
Сельские поселения:
- село Аймаки
- село Гергебиль (село является райцентром)
- село Кудутль
- село Курми
- село Маали
- село Чалда
- сельсовет Дарада-Мурадинский
  - село Мурада (административный центр)
  - село Дарада
- сельсовет Кикунинский
  - село Кикуни (административный центр)
  - село Ипута
  - село Акушали
- сельсовет Могохский
  - село Могох (административный центр)
  - село Гоцоб
- сельсовет Хвартикунинский
  - село Хвартикуни (административный центр)
  - село Тунзи
  - село Хварада

### Гумбетовский район
Сельские поселения:
- село Верхнее Инхо
- село Гадари
- село Данух
- село Ингиши
- село Килятль
- село Нижнее Инхо
- село Тлярата
- село Чирката
- село Читль
- сельсовет Арадирихский
- сельсовет Аргванинский
- сельсовет Игалинский
- сельсовет Мехельтинский
- сельсовет Цилитлинский
- сельсовет Цунди-Шабдухский

### Гунибский район
Сельские поселения:
- село Бухты
- село Гонода
- село Гуниб (село является райцентром)
- село Мегеб
- село Обох
- село Салта
- село Хиндах
- село Хоточ
- сельсовет Бацадинский
- сельсовет Кегерский
- сельсовет Кородинский
- сельсовет Кудалинский
- сельсовет Ругуджинский
- сельсовет Согратлинский
- сельсовет Тлогобский
- сельсовет Чохский
- сельсовет Шангодинский
- сельсовет Шуланинский

### Дахадаевский район
Сельские поселения:
- село Дибгалик
- село Зильбачи
- село Зубанчи
- село Калкни
- село Кубачи
- село Кунки
- село Меусиша
- село Морское
- село Харбук
- село Хуршни
- село Чишили
- сельсовет Аштынский
- сельсовет Бускринский
- сельсовет Гуладтынский
- сельсовет Дибгашинский
- сельсовет Дуакарский
- сельсовет Ицаринский
- сельсовет Карбучимахинский
- сельсовет Кищинский
- сельсовет Кудагинский
- сельсовет Сутбукский
- сельсовет Трисанчинский
- сельсовет Урагинский
- сельсовет Ураринский
- сельсовет Уркарахский
- сельсовет Цизгаринский

### Дербентский район
Административный центр — город Дербент (в состав района не входит).
Городские поселения:
- посёлок Белиджи
- посёлок Мамедкала

Сельские поселения:
- село Аглоби
- село Араблинское
- село Белиджи
- село Великент
- село Геджух
- село Деличобан
- село Джалган
- село Джемикент
- село Кала
- село Куллар
- село Митаги
- село Митаги-Казмаляр
- село Мугарты
- село Музаим
- село Нюгди
- село Падар
- село Рукель
- село Сабнова
- село Салик
- село Уллутеркеме
- сельсовет Берикеевский
  - село Берикей (центр поселения)
  - село Сегелер
- сельсовет Зидьян-Казмалярский
  - село Зидьян-Казмаляр (центр поселения)
  - село Зидьян
- сельсовет Первомайский
  - село Имени Мичурина (центр поселения)
  - село Андреевка
  - село Юный Пахарь
  - село Рыбзавод-51
- сельсовет Рубасский
  - село Рубас (центр поселения)
  - село Коммуна
- сельсовет Татлярский
  - село Татляр (центр поселения)
  - село Карадаглы
- сельсовет Хазарский
  - село Хазар (центр поселения)
  - село Нижний Джалган
  - село Вавилово
  - село Дюзлер
- сельсовет Чинарский
  - село Чинар (центр поселения)
  - село Бильгади

### Докузпаринский район
Сельские поселения:
1. село Авадан
2. село Каладжух
3. село Каракюре
4. село Куруш
5. село Мискинджа
6. село Новое Каракюре
7. село Усухчай (село является райцентром)
8. сельсовет Килерский
9. сельсовет Микрахский

### Казбековский район
Городское поселение:
1. посёлок Дубки

Сельские поселения:
1. село Алмак
2. село Буртунай
3. село Гертма
4. село Гостала
5. село Гуни
6. село Дылым (село является райцентром)
7. село Инчха
8. село Ленинаул
9. село Калининаул
10. сельсовет Артлухский
11. сельсовет Хубарский

### Кайтагский район
- Административный центр — село Маджалис

Сельские поселения:
1. село Гулли
2. село Джинаби
3. село Санчи
4. село Чумли
5. сельсовет Ахмедкентский
6. сельсовет Баршамайский
7. сельсовет Варситский
8. сельсовет Джавгатский
9. сельсовет Джибахнинский
10. сельсовет Джирабачинский
11. сельсовет Карацанский
12. сельсовет Киркинский
13. сельсовет Кирцикский
14. сельсовет Маджалисский
15. сельсовет Шилягинский
16. сельсовет Янгикентский

### Карабудахкентский район
Городские поселения:
1. посёлок Ачи-Су
2. посёлок Манас

Сельские поселения:
1. село Агачаул
2. село Аданак
3. село Гели
4. село Гурбуки
5. село Доргели
6. село Зеленоморск
7. село Карабудахкент (село является райцентром)
8. село Манаскент
9. село Параул
10. село Уллубийаул
11. сельсовет Губденский
12. сельсовет Кака-Шуринский

### Каякентский район
Сельские поселения:
1. село Башлыкент
2. село Герга
3. село Джаванкент
4. село Дружба
5. село Капкайкент
6. село Каранайаул
7. село Первомайское
8. село Усемикент
9. село Утамыш
10. сельсовет Алхаджакентский
11. сельсовет Каякентский
12. сельсовет Нововикринский
13. сельсовет Новокаякентский
14. сельсовет Сагаси-Дейбукский

### Кизилюртовский район
Административный центр — город Кизилюрт (в район не входит).
Сельские поселения:
1. село Акнада
2. село Гельбах
3. село Кироваул
4. село Комсомольское
5. село Кульзеб
6. село Миатли
7. село Нижний Чирюрт
8. село Новый Чиркей
9. село Султан-Янги-Юрт
10. село Чонтаул
11. сельсовет Зубутли-Миатлинский
12. сельсовет Нечаевский
13. сельсовет Стальский

### Кизлярский район
Административный центр — город Кизляр (в район не входит).
Сельские поселения:
- село Новый Бирюзяк
- село Огузер
- село Тушиловка
- сельсовет Аверьяновский
  - село Аверьяновка
  - село Ефимовка
- сельсовет Александрийский
  - станица Александрийская
  - село Сангиши
- сельсовет Большеарешевский
  - село Большая Арешевка
  - село Красное
  - село Макаровка
  - село имени Калинина
- сельсовет Большебредихинский
  - село Большебредихинское
  - село Малое Козыревское
  - село имени К. Маркса
- сельсовет Большезадоевский
  - село Большезадоевское
  - село Малая Задоевка
  - село Мулла-Али
  - село Персидское
  - село Новогладовка
  - село Бурумбай
- сельсовет Брянский
  - село Брянск
  - село Новый Чечень
  - село Брянский рыбзавод
- сельсовет Впередовский
  - село Вперед
  - село Заря Коммуны
- сельсовет Кардоновский
  - село Кардоновка
  - село Некрасовка
  - село Новонадеждовка
  - село Кохановское
- сельсовет Кизлярский
  - село Юбилейное
  - село Школьное
  - село Пригородное
  - село Новое
  - село Советское
  - село Пролетарское
  - село Октябрьское
  - село Дальнее
- сельсовет Косякинский
  - село Косякино
  - село Бондаревское
  - село Первокизлярское
  - село Михеевское
  - село Первомайское
- сельсовет Крайновский
  - село Крайновка
  - село Мангулаул
  - посёлок Коллективизатор
  - село Лопуховка
  - село Ново-Теречное
  - посёлок Судоремонтная Техническая Станция
  - село Суюткино
  - посёлок Красный Рыбак
  - село Новый Бахтемир
  - село Старо-Теречное
- сельсовет Красноармейский
  - село имени Жданова
  - село Красный Восход
  - село Имени Шаумяна
  - посёлок Опытно-Мелиоративная станция
  - село Рыбалко
  - село Заречное
- сельсовет Малоарешевский
  - село Малая Арешевка
  - село Керликент
  - село Выше-Таловка
- сельсовет Новокохановский
  - село Новокохановское
  - село Краснооктябрьское
  - село Новомонастырское
  - село Новокрестьяновское
  - село Степное
  - село Грузинское
- сельсовет Новосеребряковский
  - село Новая Серебряковка
  - село Грузинское
- сельсовет Цветковский
  - село Цветковка
  - село Серебряковка
  - село Виноградное
- сельсовет Черняевский
  - село Черняевка
  - село Украинское
  - село Сар-Сар
  - село Большекозыревское
  - село Нововладимирское
  - село Курдюковское
- сельсовет Южный
  - село Южное
  - село Речное
  - село Имени Кирова
- сельсовет Яснополянский
  - село Ясная Поляна
  - село Хуцеевка
  - село Кенафный Завод

### Кулинский район
Сельские поселения:
1. село Вачи  (село является райцентром)
2. село Кани
3. село Кули
4. село Сумбатль
5. село Хойхи
6. село Хосрех
7. село Цовкра-1
8. село Цовкра-2
9. село Цущар
10. село Цыйша
11. сельсовет Вихлинский
12. сельсовет Каялинский

### Кумторкалинский район
- Административный центр — село Коркмаскала

Городское поселение:
1. посёлок Тюбе

Сельские поселения:
1. село Аджидада
2. село Алмало
3. село Темиргое
4. село Учкент
5. село Шамхал-Янгиюрт
6. сельсовет Коркмаскалинский

### Курахский район
- Административный центр — село Курах

Сельские поселения:
1. село Аладаш
2. село Кабир
3. село Кумук
4. село Хпюк
5. сельсовет Ашарский
6. сельсовет Гельхенский
7. сельсовет Икринский
8. сельсовет Кочхюрский
9. сельсовет Курахский
10. сельсовет Кутульский
11. сельсовет Моллакентский
12. сельсовет Усугский
13. сельсовет Шимихюрский
14. сельсовет Штульский

### Лакский район
- Административный центр — село Кумух

Сельские поселения:
1. село Кара
2. село Хулисма
3. село Шара
4. сельсовет Буршинский
5. сельсовет Камахальский
6. сельсовет Карашинский
7. сельсовет Кубинский
8. сельсовет Кубринский
9. сельсовет Кулушацский
10. сельсовет Куминский
11. сельсовет Кумухский
12. сельсовет Кундынский
13. сельсовет Курклинский
14. сельсовет Унчукатлинский
15. сельсовет Уринский
16. сельсовет Хунинский
17. сельсовет Хуринский
18. сельсовет Хурхинский
19. сельсовет Шовкринский

### Левашинский район
- Административный центр — село Леваши

Сельские поселения:
1. село Ахкент
2. село Кулецма
3. село Кутиша
4. село Леваши
5. село Наскент
6. село Нижнее Чугли
7. село Орада Чугли
8. село Охли
9. село Уллуая
10. село Урма
11. село Хахита
12. село Цухта
13. село Чуни
14. сельсовет Аршимахинский
15. сельсовет Аялакабский
16. сельсовет Верхне-Лабкомахинский
17. сельсовет Верхне-Убекимахинский
18. сельсовет Джангамахинский
19. сельсовет Какамахинский
20. сельсовет Карлабкинский
21. сельсовет Куппинский
22. сельсовет Мекегинский
23. сельсовет Мусультемахинский
24. сельсовет Хаджалмахинский
25. сельсовет Цудахарский
26. сельсовет Эбдалаянский

### Магарамкентский район
- Административный центр — село Магарамкент

Сельские поселения:
1. село Азадоглы
2. село Бут-Казмаляр
3. село Гапцах
4. село Гильяр
5. село Картас-Казмаляр
6. село Куйсун
7. село Мугерган
8. село Самур
9. село Советское
10. село Филя
11. село Ходжа-Казмаляр
12. село Чахчах-Казмаляр
13. село Целягюн
14. село Яраг-Казмаляр
15. сельсовет Бильбильский
16. сельсовет Гарахский
17. сельсовет Кабир-Казмалярский
18. сельсовет Киркинский
19. сельсовет Магарамкентский
20. сельсовет Новоаульский
21. сельсовет Оружбинский
22. сельсовет Тагиркент-Казмалярский

### Новолакский район
Сельские поселения:
1. село Ахар
2. село Банайюрт
3. село Гамиях
4. село Новолакское (село является райцентром)
5. село Новочуртах
6. село Тухчар
7. село Чапаево
8. село Шушия
9. село Ямансу
10. сельсовет Барчхойотарский (сёла Барчхойотар, Зориотар),
11. сельсовет Дучинский (сёла Дучи и Ницовкра)
12. сельсовет Новокулинский (сёла Новокули и Чаравали)
13. сельсовет Новомехельтинский (сёла Новомехельта и Отделения «Сельхозтехника»)

### Ногайский район
Сельские поселения:
1. село Кумли
2. село Кунбатар
3. село Терекли-Мектеб  (село является райцентром)
4. село Червленные Буруны
5. село Эдиге
6. сельсовет Арсланбековский
7. сельсовет Карагасский
8. сельсовет Карасувский
9. сельсовет Коктюбинский
10. сельсовет Ортатюбинский

### Рутульский район
Сельские поселения:
- село Аракул
- село Верхний Катрух
- село Кина
- село Мишлеш
- село Муслах
- село Нижний Катрух
- сельсовет Амсарский
  - село Амсар
  - село Кала (Рутульский район)
- сельсовет Борчский
  - село Борч
  - село Новый Борч
- сельсовет Гельмецинский
  - село Гельмец
  - село Курдул
- сельсовет Ихрекский
  - село Ихрек
  - село Аран
- сельсовет Кальяльский
  - село Кальял
  - село Джиных
  - село Оттал
  - село Мухах
  - село Корш
- сельсовет Лучекский
  - село Лучек
  - село Вруш
- сельсовет Мюхрекский
  - село Джилихур
  - село Цудик
  - село Мюхрек
- сельсовет Рутульский
  - село Рутул
  - село Киче
  - село Куфа
  - село Хнюх
  - село Фучух
- сельсовет Хлютский
  - село Хлют
  - село Лакун
  - село Иче
  - село Играх
- сельсовет Цахурский
  - село Цахур
  - село Миких
  - село Хиях
  - село Сюгут
- сельсовет Шиназский
  - село Шиназ
  - село Уна

### Сергокалинский район
- Административный центр — село Сергокала

Сельские поселения:
1. село Аялизимахи
2. село Канасираги
3. село Мамааул
4. село Мургук
5. село Мюрего
6. сельсовет Аймаумахинский
7. сельсовет Бурдекинский
8. сельсовет Ванашимахинский
9. сельсовет Дегвинский
10. сельсовет Кичи-Гамринский
11. сельсовет Миглакасимахинский
12. сельсовет Нижнемулебкинский
13. сельсовет Новомугринский
14. сельсовет Сергокалинский
15. сельсовет Урахинский

### Сулейман-Стальский район
- Административный центр — село Касумкент

Сельские поселения:
1. село Даркуш-Казмаляр
2. село Куркент
3. село Орта-Стал
4. село Хпюк
5. село Эминхюр
6. село Юхари-Стал
7. сельсовет Алкадарский
8. сельсовет Ашага-Стальский
9. сельсовет Герейхановский
10. сельсовет Испикский
11. сельсовет Карчагский
12. сельсовет Касумкентский
13. сельсовет Новомакинский
14. сельсовет Уллугатагский
15. сельсовет Цмурский
16. сельсовет Шихикентский

### Табасаранский район
- Административный центр — село Хучни

Сельские поселения:
1. село Гюхряг
2. село Дарваг
3. село Сиртич
4. село Чулат
5. сельсовет Аракский
6. сельсовет Аркитский
7. сельсовет Бурганкентский
8. сельсовет Гуминский
9. сельсовет Гурикский
10. сельсовет Джульджагский
11. сельсовет Дюбекский
12. сельсовет Ерсинский
13. сельсовет Кужникский
14. сельсовет Куркакский
15. сельсовет Марагинский
16. сельсовет Тинитский
17. сельсовет Турагский
18. сельсовет Халагский
19. сельсовет Хапильский
20. сельсовет Хели-Пенджинский
21. сельсовет Хурикский
22. сельсовет Хучнинский

### Тарумовский район
- село Александро-Невское
- село Карабаглы
- село Коктюбей
- село Кочубей
- село Новодмитриевка
- село Новоромановка
- село Раздолье
- село Тарумовка (село является райцентром)
- сельсовет Калиновский
  - село Калиновка
  - село Куйбышево
- сельсовет Новогеоргиевский
  - село Новогеоргиевка
  - село Кузнецовское
  - хутор Иммунный
- сельсовет Таловский
  - село Таловка
  - ж/д разъезд 15
- сельсовет Уллубиевский
  - село Рассвет
  - село Новониколаевка
  - село Плодопитомник
  - село Айбатхановское лесничество
  - село Вышеталовский
  - село имени М. Горького
- сельсовет Уллубиевский
  - село Юрковка
  - посёлок Привольный

### Тляратинский район
- Административный центр — село Тлярата

Сельские поселения:
1. село Кутлаб
2. сельсовет Гведышский
3. сельсовет Герельский
4. сельсовет Гиндибский
5. сельсовет Камилухский
6. сельсовет Кардибский
7. сельсовет Колобский
8. сельсовет Кособский
9. сельсовет Мазадинский
10. сельсовет Начадинский
11. сельсовет Саниортинский
12. сельсовет Тляратинский
13. сельсовет Тохотинский
14. сельсовет Хадияльский
15. сельсовет Хидибский
16. сельсовет Хиндахский
17. сельсовет Чадаколобский
18. сельсовет Чородинский
19. сельсовет Шидибский

### Унцукульский район
- Административный центр — посёлок Шамилькала[23]

Городское поселение:
1. посёлок Шамилькала

Сельские поселения:
1. село Ашильта
2. село Гимры
3. село Ирганай
4. село Харачи
5. село Цатаних
6. сельсовет Араканский
7. сельсовет Балаханский
8. сельсовет Иштибуринский
9. сельсовет Кахабросинский
10. сельсовет Майданский
11. сельсовет Унцукульский

### Хасавюртовский район
Административный центр — город Хасавюрт (в район не входит).
Сельские поселения:
1. село Аджимажагатюрт
2. село Акбулатюрт
3. село Аксай
4. село Бамматюрт
5. село Баташюрт
6. село Борагангечув
7. село Дзержинское
8. село Кандаураул
9. село Куруш
10. село Моксоб
11. село Муцалаул
12. село Новогагатли
13. село Новососитли
14. село Новый Костек
15. село Нурадилово
16. село Первомайское
17. село Садовое
18. село Сиух
19. село Советское
20. село Солнечное
21. село Сулевкент
22. село Теречное
23. село Тотурбийкала
24. село Село Тукита
25. село Хамавюрт
26. село Цияб Ичичали
27. село Чагаротар
28. село Шагада
29. село Эндирей
30. сельсовет Адильотарский
31. сельсовет Байрамаульский
32. сельсовет Батаюртовский
33. сельсовет Казмааульский
34. сельсовет Карланюртовский
35. сельсовет Кокрекский
36. сельсовет Костекский
37. сельсовет Могилёвский
38. сельсовет Новосельский
39. сельсовет Октябрьский
40. сельсовет Османюртовский
41. сельсовет Покровский
42. сельсовет Темираульский

### Хивский район
Сельские поселения:
1. село Зильдик
2. село Куг
3. село Новый Фриг
4. село Хив (село является райцентром)
5. село Цнал
6. сельсовет Ашага-Архитский
7. сельсовет Ашага-Яракский
8. сельсовет Захитский
9. сельсовет Кондикский
10. сельсовет Концильский
11. сельсовет Кошкентский
12. сельсовет Ляхлинский
13. сельсовет Межгюльский
14. сельсовет Ургинский
15. сельсовет Хореджский
16. сельсовет Чувекский

### Хунзахский район
Сельские поселения:
1. село Буцра
2. село Гацалух
3. село Мочох
4. село Мушули
5. село Оркачи
6. село Орота
7. село Харахи
8. село Цада
9. село Шотода
10. сельсовет Амиштинский
11. сельсовет Амущинский
12. сельсовет Ахалчинский
13. сельсовет Батлаичский
14. сельсовет Гоцатлинский
15. сельсовет Ободинский
16. сельсовет Очлинский
17. сельсовет Самилахский
18. сельсовет Сиухский
19. сельсовет Танусинский
20. сельсовет Тлайлухский
21. сельсовет Уздалросинский
22. сельсовет Хариколинский
23. сельсовет Хиндахский
24. сельсовет Хунзахский

### Цумадинский район
Сельские поселения:
- село Агвали  (село является райцентром)
- село Гакко
- село Кеди
- село Метрада
- село Саситли
- село Сильди
- село Тисси
- село Тлондода
- село Хушет
- сельсовет Верхнегакваринский
- сельсовет Гадиринский
- сельсовет Гигатлинский
- сельсовет Инхокваринский
- сельсовет Кванадинский
- сельсовет Кочалинский
- сельсовет Нижнегакваринский
- сельсовет Нижнехваршининский
- сельсовет Тиндинский
- сельсовет Хваршинский
- сельсовет Хуштадинский
- сельсовет Цумадинский
- сельсовет Шавинский
- сельсовет Эчединский

### Цунтинский район
Сельские поселения:
- сельсовет Кидеринский
  - село Кидеро (центр поселения) (райцентр)
  - село Гутатли
  - село Зехида
  - село Генух
- сельсовет Кимятлинский
  - село Ретлоб (центр поселения)
  - село Кимятли
  - село Чалях
  - село Ицирах
- сельсовет Терутлинский
  - село Терутли (центр поселения)
  - село Асах
  - село Акды
  - село Чаатли
  - село Геназох
  - село Иха
  - село Махалотли
  - село Удок
  - село Хора
  - село Цохок
  - село Шия
- сельсовет Тляцудинский
  - село Тляцуда (центр поселения)
  - село Митлуда
  - село Сагада
  - село Хамаитли
- сельсовет Хибиятлинский
  - село Хибиятль (центр поселения)
  - село Вициятль
  - село Хупри
  - село Эльбок
- сельсовет Шаитлинский
  - село Гениятль (центр поселения)
  - село Китури
  - село Шаитли
- сельсовет Шапихский
  - село Шапих (центр поселения)
  - село Хутрах
  - село Китлярта
  - село Халах
  - село Цицимах
- сельсовет Шауринский
  - село Мокок (центр поселения)
  - село Берих
  - село Галатли
  - село Хунтли
  - село Хетох
  - село Хебатли
  - село Азильта
  - село Хенох
  - село Цибари
  - село Цехок
  - село Шаури

#### Бежтинский участок
Сельские поселения:
- село Тлядал
- село Хашархота
- сельсовет Бежтинский
  - село Бежта (центр поселения) (адм. центр участка)
  - село Караузек
  - село Качалай
  - село 40 лет Октября
  - село Ахайотар
  - село Ачичунгур
  - село Каратюбе
- сельсовет Гунзибский
  - село Гарбутль (центр поселения)
  - село Гунзиб
  - село Нахада

### Чародинский район
Сельские поселения:
- село Мугурух
- село Цадах
- село Чарода
- село Шалиб
- сельсовет Арчибский
  - село Арчиб (центр поселения)
  - село Кубатль
  - село Алчуниб
  - село Хилих
  - село Кесериб
  - село Хитаб
  - село Калиб
- сельсовет Гилибский
  - село Гилиб (центр поселения)
  - село Кутих
  - село Цемер
  - село Тляробазутль
  - село Доронуб
  - село Карануб
  - село Гоаб
  - село Ритляб
- сельсовет Гочадинский
  - село Гочада (центр поселения)
  - село Гунух
  - село Мурух
  - село Талух
  - село Тлярош
- сельсовет Гочобский
  - село Гочоб (центр поселения)
  - село Урух-Сота
- сельсовет Дусрахский
  - село Дусрах (центр поселения)
  - село Косрода
  - село Могроб
  - село Чильдаб
  - село Чвадаб
  - село Читаб
  - село Чанаб
- сельсовет Ирибский
  - село Ириб (центр поселения)
  - село Хинуб
  - село Нукуш
  - село Рульдаб
- сельсовет Магарский
  - село Магар (центр поселения)
  - село Ценеб
  - село Мукутль
  - село Багинуб
  - село Кучраб
  - село Хурух
  - село Чуниб
- сельсовет Суметинский
  - село Сумета (центр поселения)
  - село Цулда
  - село Утлух
  - село Гонтлоб
  - село Сачада
- сельсовет Цурибский
  - село Цуриб (центр поселения) (райцентр)
  - село Содаб
  - село Мощоб
  - село Гидиб

### Шамильский район
Сельские поселения:
- село Андых
- село Ассаб
- село Верхний Батлух
- село Гента
- село Гоготль
- село Дагбаш
- село Мачада
- село Могох
- село Ратлуб
- село Тлянуб
- село Уриб
- село Хебда (село является райцентром)
- село Хотода
- село Хучада
- село Цекоб
- сельсовет Батлухский
  - село Нижний Батлух (центр поселения)
  - село Заната
- сельсовет Голотлинский
  - село Голотль (центр поселения)
  - село Датуна
- сельсовет Гоорский
  - село Гоор (центр поселения)
  - село Гоор-Хиндах
- сельсовет Кахибский
  - село Кахиб (центр поселения)
  - село Верхний Колоб
  - село Нижний Колоб
  - село Бакдаб
  - село Мокода
  - село Ракутли
  - село Хамакал
  - село Киэних
  - село Хорода
- сельсовет Куанибский
  - село Куаниб (центр поселения)
  - село Нитаб
- сельсовет Ругельдинский
  - село Ругельда (центр поселения)
  - село Мусрух
  - село Хиндах
  - село Сомода
  - село Хонох
  - село Урчух
- сельсовет Телетлинский
  - село Телетль (центр поселения)
  - село Тлезда
  - село Геницуриб
- сельсовет Тидибский
  - село Тидиб (центр поселения)
  - село Накитль
- сельсовет Тогохский
  - село Верхний Тогох (центр поселения)
  - село Нижний Тогох
  - село Зиуриб
  - село Митлиуриб
- сельсовет Урадинский
  - село Урада (центр поселения)
  - село Тлях
  - село Гидатлинский Мост
  - село Урадаколоб
  - село Равкватль

## Населённые пункты городских округов
Городские округа Дагестана включают населённые пункты:
город Буйнакск
г. Буйнакск
город Дагестанские Огни
г. Дагестанские Огни
город Дербент
г. Дербент
город Избербаш
г. Избербаш
город Каспийск
г. Каспийск
город Кизилюрт
- г. Кизилюрт
- пгт Бавтугай
- пгт Новый Сулак
- село Старый Бавтугай

город Кизляр
- г. Кизляр
- пгт Комсомольский
- железнодорожный разъезд № 17

город Махачкала
- г. Махачкала
  - внутригородской район «Кировский район»
    - пгт Ленинкент
    - пгт Шамхал
    - пгт Сулак
    - пгт Семендер
    - село Красноармейское
    - село Богатыревка
    - село Шамхал-Термен
    - село Остров Чечень

  - внутригородской район «Ленинский район»
    - пгт Новый Кяхулай
    - село Талги
    - село Новый Хушет

  - внутригородской район «Советский район»
    - пгт Тарки
    - пгт Альбурикент
    - пгт Кяхулай

город Хасавюрт
г. Хасавюрт
город Южно-Сухокумск
г. Южно-Сухокумск

## История
В 1928 году Дагестанская АССР была разделена на 26 кантонов и 2 подкантона: Ахтинский, Ачикулакский, Баба-Юртовский, Ботлихский, Буйнакский, Гунибский, Дербентский, Кайтакский, Караногайский, Касум-Кентский, Кахибский, Кизлярский, Коркмас-Калинский, Курахский, Лакский, Левашинский, Махач-Калинский, Рутульский, Табасаранский, Тляротинский, Ураринский (Дахадаевский), Хасав-Юртовский, Хунзахский, Цумадинский, Чародинский и Шелковский кантоны; Гумбетовский и Казбековский подкантоны.
В 1929 году кантоны и подкантоны были переименованы в районы и подрайоны.
В 1930 году образован Цунтинский район, а Гумбетовский и Казбековский подрайоны получили статус районов.
В 1933 году образован Ахвахский район.
В 1934 году образованы Агульский, Акушинский и Докузпаринский районы.
В 1935 году был упразднён Махач-Калинский район. Одновременно образованы Карабудахкентский, Каякентский, Каясулинский, Кулинский, Кумтор-Калинский, Унцукульский и Хивский районы.
В 1938 году Коркмас-Калинский район переименован в Серго-Калинский. В том же году Ачикулакский, Кара-Ногайский, Каясулинский, Кизлярский и Шелковский районы были переданы в состав Орджоникидзевского края.
В 1939 году Буйнакск получил статус города республиканского подчинения.
В 1943 году образованы Ауховский и Магарамкентский районы.
В марте 1944 года из упразднённой Чечено-Ингушской АССР в Дагестанскую АССР были переданы Веденский, Курчалоевский, Ножай-Юртовский, Саясановский, Чеберлоевский и Шароевский районы. В июне того же года Курчалоевский район переименован в Шурагатский район, Ножай-Юртовский район — в Андалалский, Саясановский район — в Ритлябский Ауховский район — в Ново-Лакский. Упразднены Чеберлоевский и Шароевский районы.
Также в 1944 году годов были образованы Гергебильский и Кизил-Юртовский; упразднены Кумтор-Калинский и Цунтинский районы.
В 1946 году был образован Цудахарский район.
В 1947 году Каспийск и Хасавюрт получили статус городов республиканского подчинения.
В 1950 году Избербаш получил статус города республиканского подчинения; тогда же был образован Махачкалинский район, но уже в 1951 году он был упразднён.

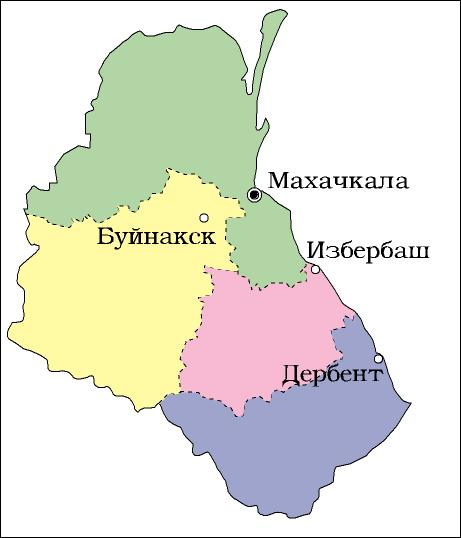
Округа Дагестанской АССР в 1953 году

25 июня 1952 года Дагестанская АССР была разделена на 4 округа: Буйнакский, Дербентский, Избербашский и Махачкалинский. 24 апреля 1953 года деление на округа было отменено.
В середине 1950-х годов образованы Ленинский (центр — г. Махачкала) и Цунтинский (центр — с. Бежта) районы.
В 1956 году упразднён Цудахарский район.
В 1957 году в состав Дагестанской АССР из Грозненской области были переданы Караногайский (центр — с. Терекли-Мектеб), Кизлярский, Крайновский и Тарумовский районы. Одновременно в состав восстановленной Чечено-Ингушской АССР были переданы Андалалский, Веденский, Ритлябский и Шурагатский районы.
В 1960 году вместо Кахибского района образован Советский. Упразднены Докузпаринский, Карабудахкентский, Крайновский и Унцукульский районы.
В 1963 году упразднены Акушинский, Ахвахский, Бабаюртовский, Гергебильский, Гумбетовский, Дахадаевский, Каякентский, Кизил-Юртовский, Кулинский, Курахский, Ленинский (с центром в г. Махачкале), Магарамкентский, Тарумовский и Чародинский районы. Образован Унцукульский район (центр — с. Гергебиль). Буйнакский район переименован в Ленинский (центр — г. Буйнакск). Кизилюрт получил статус города республиканского подчинения.
В 1964 году образованы Акушинский, Гумбетовский (центр — с. Мехельта), Кулинский (центр — с. Вачи), Курахский и Чародинский (центр — с. Цуриб) районы.
В 1965 году образованы Ахвахский (центр — с. Карата), Бабаюртовский, Буйнакский, Гергебильский, Дахадаевский (центр — с. Уркарах), Каякентский (центр — с. Новокаякент), Магарамкентский и Тарумовский районы. Центр Ленинского район перенесён в с. Карабудахкент, а центр Унцукульского района — в с. Унцукуль. Караногайский район был переименован в Ногайский.
В 1966 году образован Кизилюртовский район с центром в г. Кизилюрт.
В 1969 году Касумкентский район переименован в Сулейман-Стальский.
В 1988 году Южно-Сухокумск получил статус города республиканского подчинения.
В 1992 году Ленинский район переименован в Карабудахкентский.
В 1993 году образован Бежтинский участок Цунтинского района с центром в с. Бежта. В том же году образованы Докузпаринский район с центром в с. Усухчай и Кумторкалинский район с центром в с. Кормаскала.
В 1994 году Советский район переименован в Шамильский.